# Copper Center
Copper Center è una piccola cittadina dell'Alaska centro-meridionale (Stati Uniti d'America).

## Geografia fisica
La cittadina si trova tra i fiumi Copper (Copper River) e Klutina (un affluente del fiume Copper) a circa 320 chilometri a nord-est da Anchorage alle coordinate 61°57′55″N 145°19′06″W. È attraversata dalla "Old Richardson Highway" (ora Autostrada Richardson). La città più vicina è Glennallen a circa 25 chilometri a nord lungo l'autostrada Richardson. Mentre Valdez, sempre sulla stessa strada, si trova a circa 170 km a sud.
Secondo l'"United States Census Bureau" la superficie dell'area comunale è di 35 km{\displaystyle ^{2}}.

## Clima
La zona climatica della cittadina è prevalentemente continentale con lunghi inverni freddi ed estate relativamente calde. In gennaio la temperatura media inferiore è di - 32 °C (- 51 °C in casi eccezionali), mentre a luglio la media superiore è di 25 °C. In inverno non nevica molto (25 cm di media in gennaio; 100 cm in un anno).

## Storia
L'area della città posta alla confluenza di due importanti fiumi per la zona (Copper River e Klutina River), originariamente è stata usata come villaggio invernate per le famiglie dei nativi "Ahtna Athabascan" da oltre 5.000 anni.
La città è stata fondata in tempi moderni da Andrew Holman nel luglio 1898. In realtà si trattava di due tende (un hotel e un ufficio postale) erette come rifugio per i cercatori d'oro verso il Klondike. In seguito, ma brevemente verso il 1901, la cittadina ha avuto un periodo vivace come centro di approvvigionamento per i minatori della regione Nelchina-Susitna. Nel 1910 si contavano 50 fattorie nell'area circostante e inoltre Copper Center aveva l'unica stazione telegrafica tra Valdez e Fairbanks.

## Turismo
Dalla creazione del Parco nazionale e riserva di Wrangell-St. Elias (Wrangell-St. Elias National Park and Preserve) nel 1980, Copper Center è stato un punto di riferimento per l'entrata nel parco dei visitatori con alloggi, ristoranti, campeggi e assistenza automobilistica.
Da visitare è il "George Ashby Museum", una mostra sulle miniere della zona e la "Chapel on the Hill", una cappella in legno costruita nel 1942.

## Alcune immagini di Copper Center

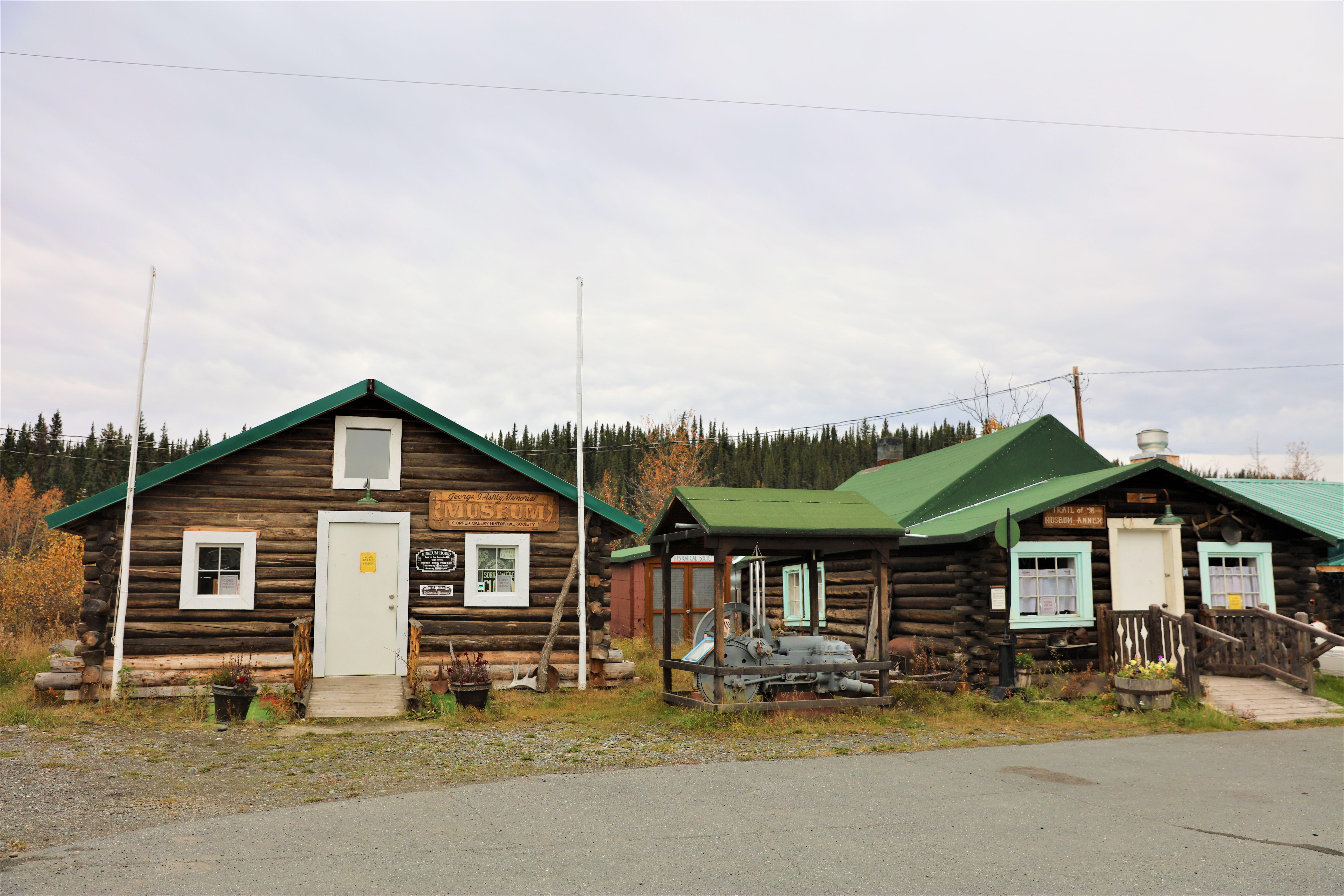
Copper Center in settembre
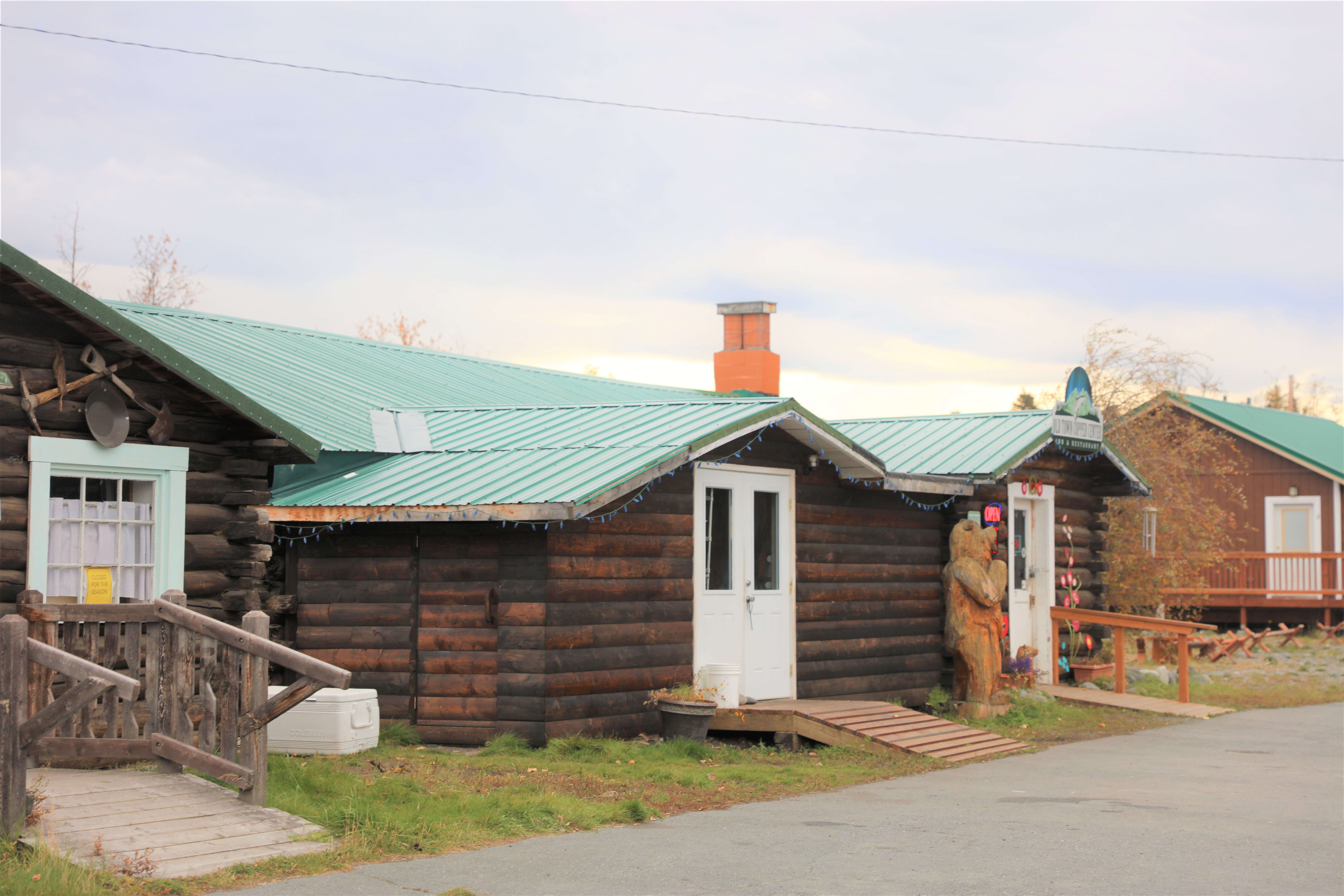
Copper Center in settembre
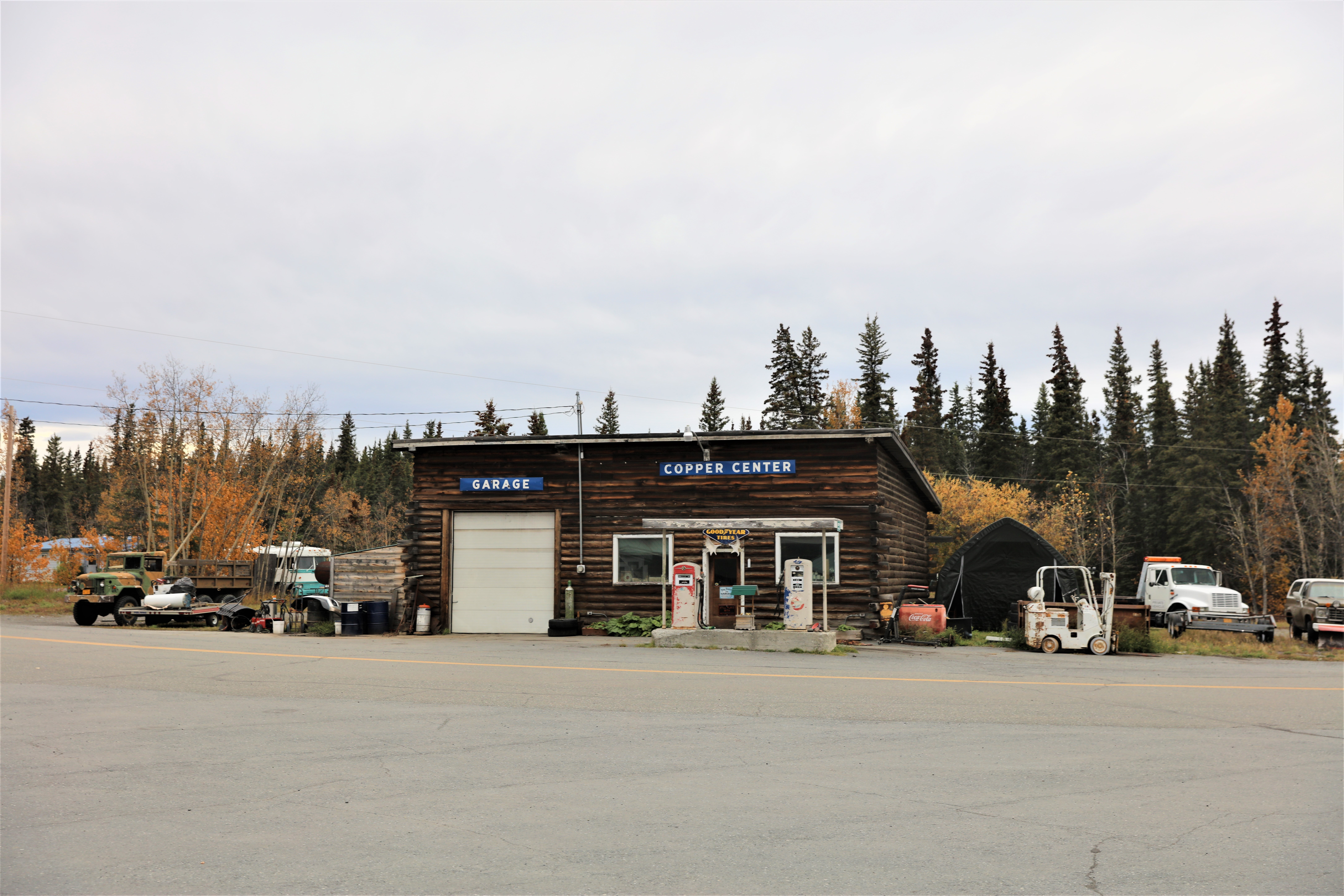
Copper Center in settembre
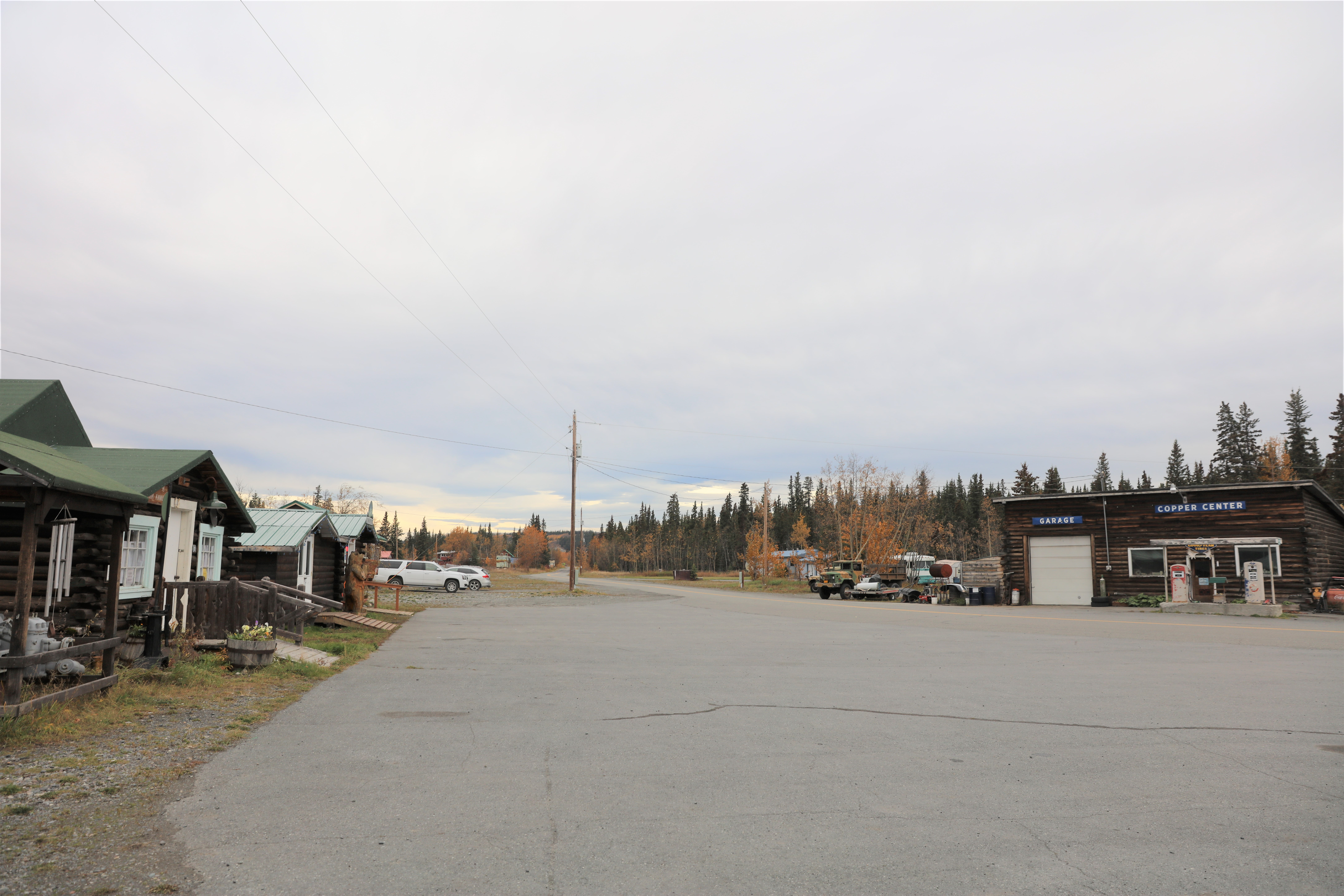
Copper Center in settembre